# Parc national de Houtsoulie
Le parc national de Houtsoulie  (en ukrainien : Гуцульщина (національний природний парк)) est un parc national de l'oblast d'Ivano-Frankivsk situé à l'ouest de l'Ukraine, en Houtsoulie. Le parc est créé le 14 mai 2002.

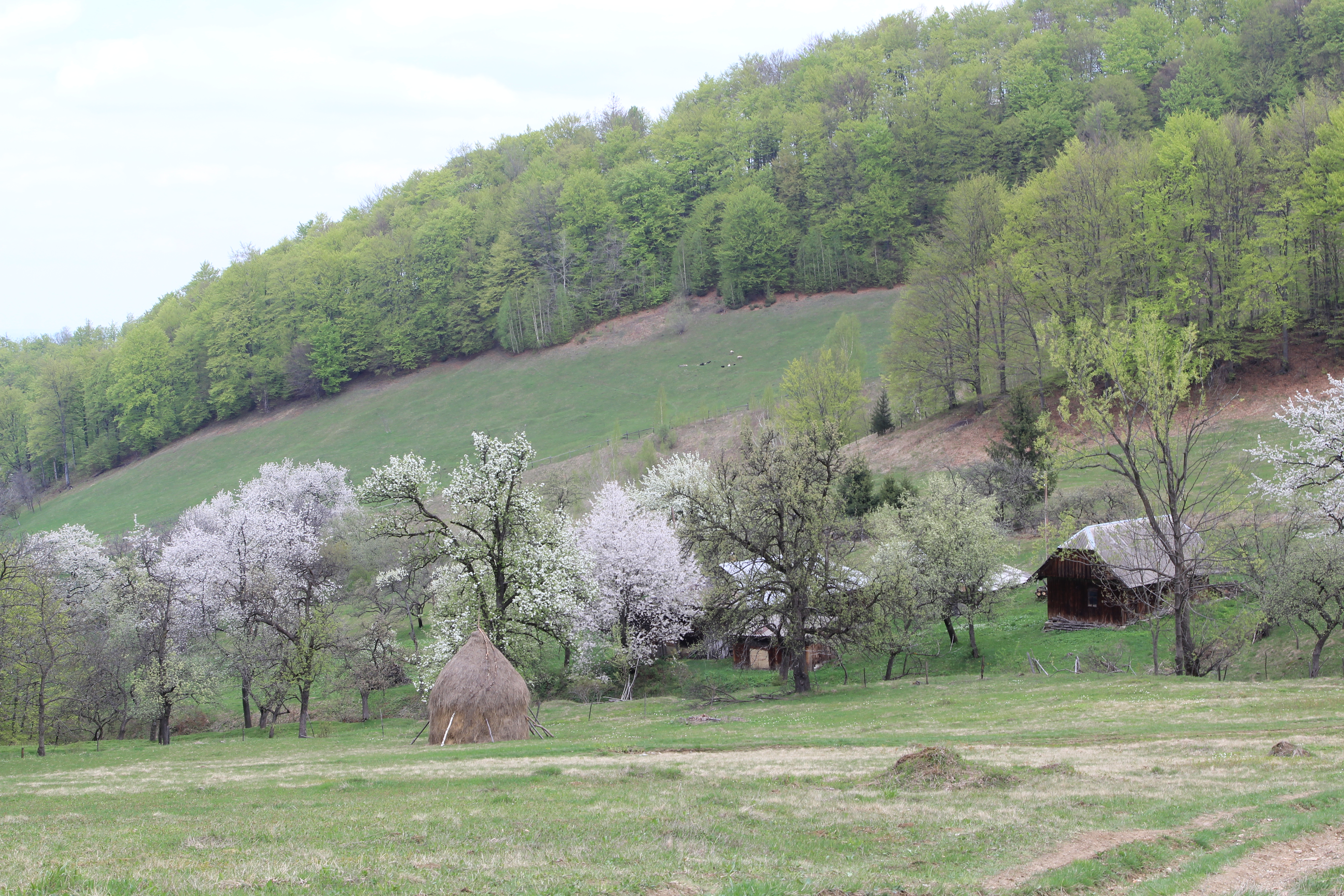
La zone de Khomynske, classée[1].
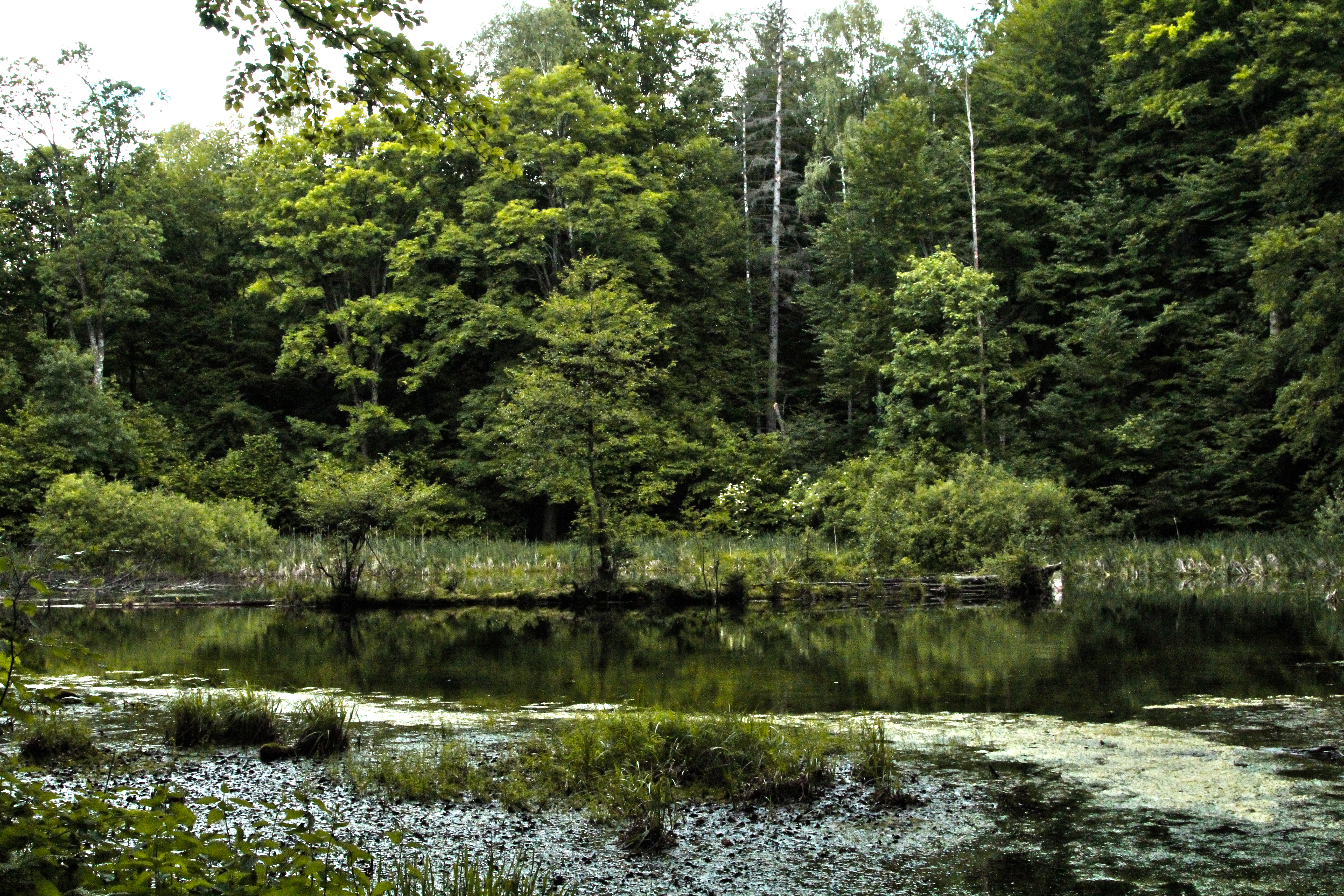
Lac Lebedyn, classé[2].
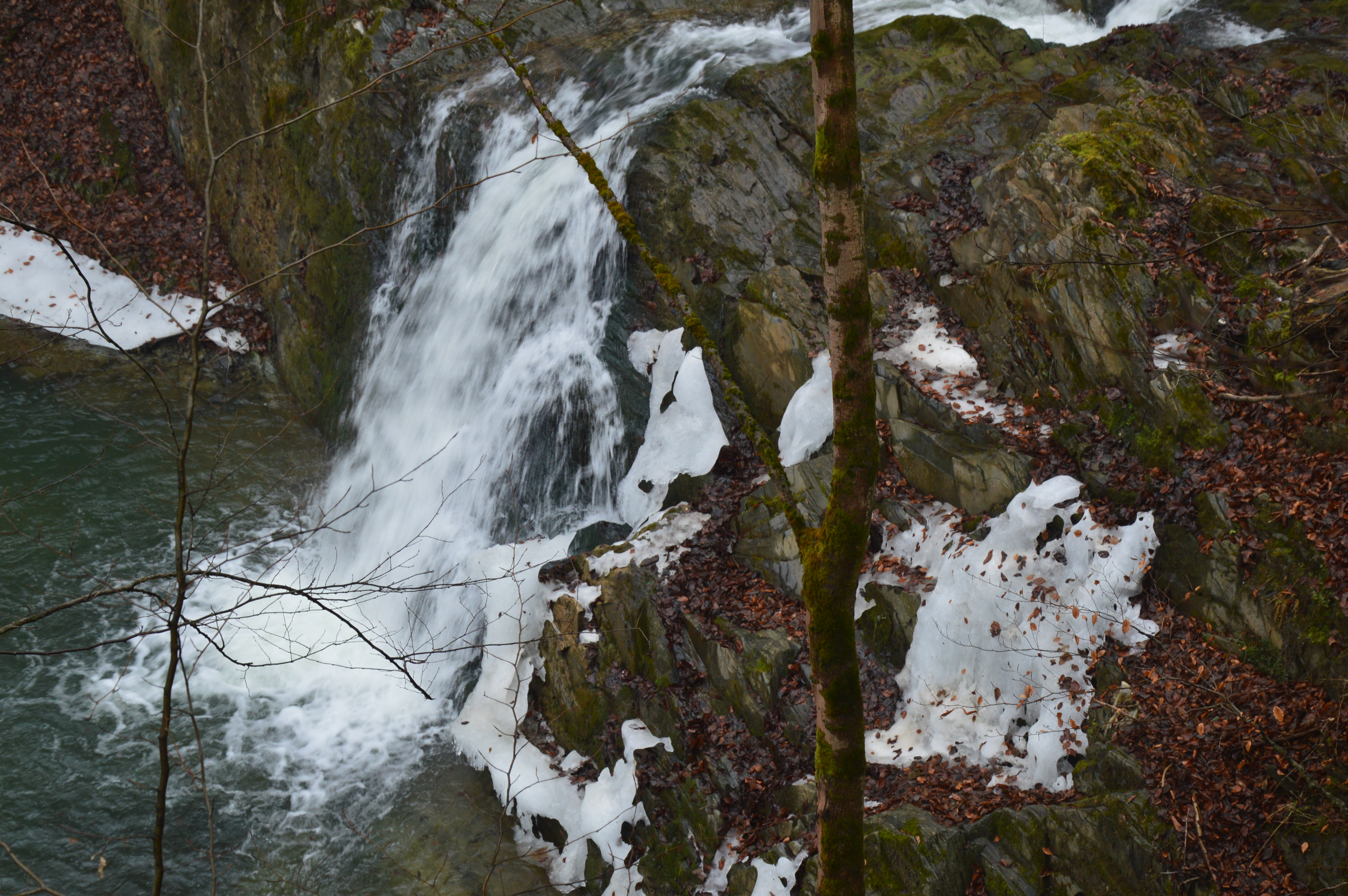
Chute d'eau du Rouchir.
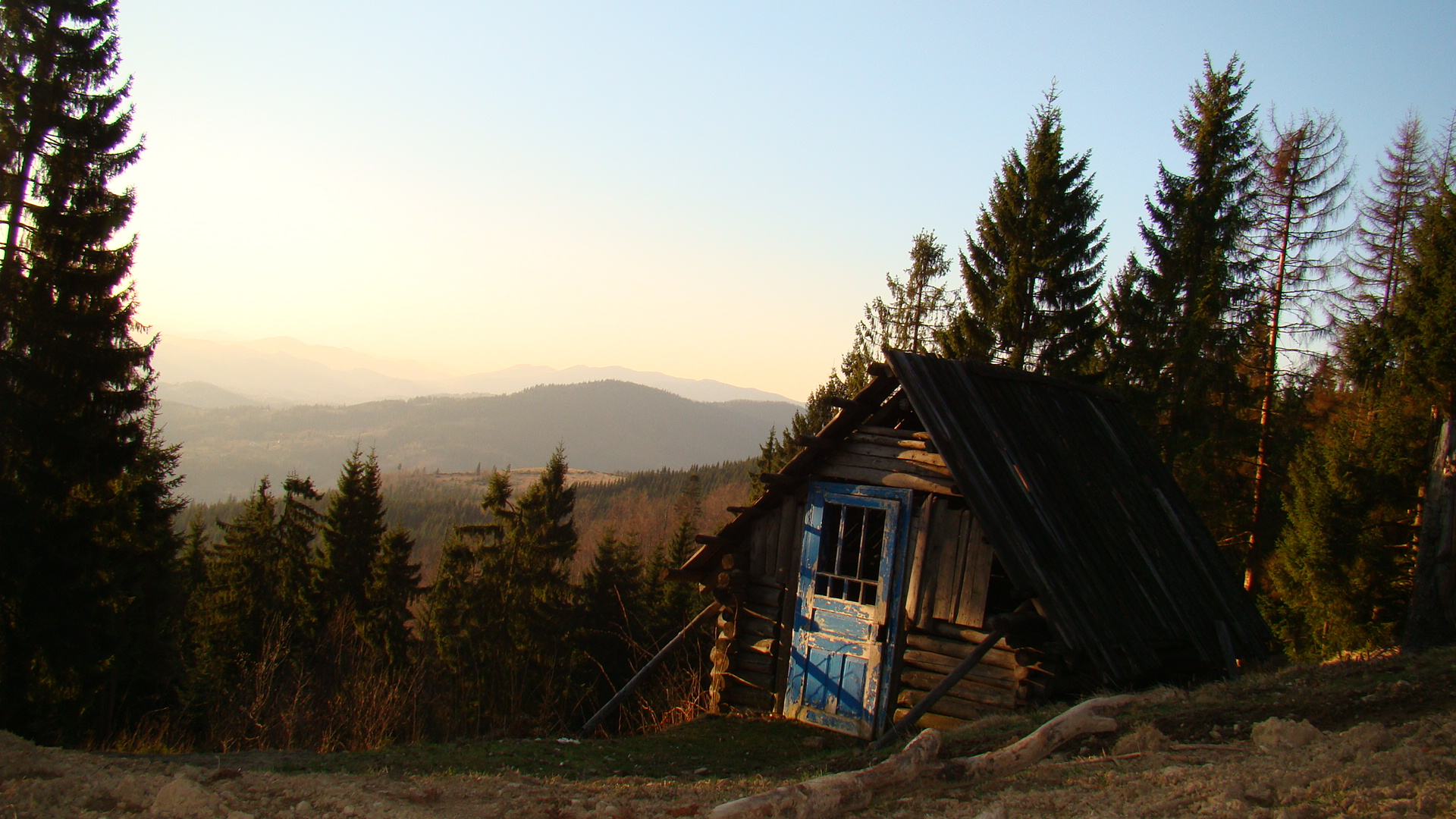
Chalet isolé.